# سعید خانی (بازیکن فوتبال)
سعید خانی (زاده ۱ بهمن ۱۳۵۹ - نیشابور) بازیکن سابق فوتبال اهل ایران است.
سعید خانی درحال حاضر سرمربی باشگاه فوتبال شادکام مشهد در لیگ دسته سوم آزادگان است.